# John Walter den äldre
För andra betydelser, se John Walter.
John Walter d.ä. (född omkring 1738/39, död 17 nov 1812) var en engelsk tidningsutgivare och boktryckare, grundare av The Times. 

## Biografi
John Walter föddes omkring 1738/39 troligen i London som son till Richard Walter. Från sin fars död (omkring 1755-66), till 1781 var han engagerad i en välmående verksamhet som kolhandlare. Han sysslade därjämte från 1770 med sjöförsäkringsaffärer. På dessa blev han 1782 fullständigt ruinerad och ägnade sig då åt boktryckeri, experimenterande med så kallade "logotyper" (hela ord som sats istället för enskilda bokstäver). Från sitt tryckeri började Walter, förutom böcker, nyåret 1785 utge tidningen The London daily universal register, som från sitt 940:e nummer 1 januari 1788 fick namnet The Times. 
Han trakasserades 1789 med flera tryckfrihetsåtal och ådömdes fängelsestraff, men frigavs i mars 1791. Ledningen av sina affärer överlämnade Walter 1795 åt sonen William Walter, som i sin tur 1803 överlät den åt sin yngre broder John Walter Jr.
Walter avled den 16 november 1812 i Teddington i Middlesex (idag i Greater London).

## Släktträd
- John Walter (1738/39-1812), g. Frances Landen
  - John Walter Jr (II) (1776-1847), tidningsutgivare
    - John Walter III (1818-1894), tidningsutgivare
      - John Walter IV (1873–1968), tidningsutgivare